# (4147) Lennon
(4147) Lennon est un astéroïde de la ceinture principale. Son nom est un hommage à John Lennon, le fondateur des Beatles.

## Découverte
(4147) Lennon a été découvert par Brian A. Skiff le 12 janvier 1983 à l'observatoire Lowell de Flagstaff (Arizona, États-Unis).

## Caractéristiques orbitales
L'orbite de (4147) Lennon est une ellipse de demi-grand axe 2,361 ua, d'excentricité 0,0814 et d'inclinaison 5,735° par rapport à l'écliptique.

## Compléments